# Ławeczka Jana Karskiego w Warszawie
Ławeczka Jana Karskiego w Warszawie – jedna z serii sześciu ławeczek-pomników Jana Karskiego znajdująca się na warszawskim Muranowie, na skwerze przy Muzeum Historii Żydów Polskich, w pobliżu pierwszego pomnika Bohaterów Getta.

## Opis
Pomnik został zaprojektowany przez Karola Badynę. Upamiętnia Jana Karskiego, kuriera władz Polskiego Państwa Podziemnego, który jako jeden z pierwszych poinformował świat o zagładzie Żydów w okupowanej Polsce.
Na bocznej ścianie pomnika (od strony ul. Anielewicza) umieszczono napis o treści:

Jan Karski (Kozielewski)
1914–2000
emisariusz władz
Polskiego Państwa Podziemnego
profesor Uniwersytetu
Georgetown w Waszyngtonie
„Sprawiedliwy
wśród Narodów Świata”
odznaczony
Orderem Orła Białego
nominowany
do Pokojowej Nagrody Nobla
człowiek,
który chciał powstrzymać
Holokaust
Warszawa 2012 r.

Na poręczy ławeczki znajduje się egzemplarz książki Karskiego, Story of a Secret State (pol. Tajne Państwo).
Jest to trzecia ławeczka pomnikowa upamiętniająca Jana Karskiego w Polsce (po Łodzi i Kielcach) oraz szósta na świecie (po Waszyngtonie, Nowym Jorku i Tel Awiwie).
Warszawskie upamiętnienie to pierwsza ławeczka Karskiego wyposażona w aparaturę do odtwarzania dźwięku – po naciśnięciu przycisku znajdującego się w fotelu rzeźby można wysłuchać jego wspomnień o latach przedwojennych oraz jego późniejszej pracy w Ministerstwie Spraw Zagranicznych.
Pomnik został odsłonięty 11 czerwca 2013 na skwerze przy Muzeum Historii Żydów Polskich, w pobliżu pierwszego pomnika Bohaterów Getta. Inicjatorem powstania monumentu było Muzeum Historii Polski. Prace sfinansowało miasto stołeczne Warszawa.

## Otoczenie
- Pomnik Żegoty
- Trakt Pamięci Męczeństwa i Walki Żydów